# Greg Welch
Gregory ("Greg") John Welch OAM (Campsie, New South Wales, 1964), bijgenaamd Mighty Mouse, is een Australische triatleet en duatleet. Hij werd meervoudig wereldkampioen triatlon en eenmaal wereldkampioen duatlon. In totaal stond hij viermaal op het podium bij de Ironman Hawaï.

## Loopbaan
Zijn eerste internationale succes boekte Welch in 1990. Hij won dat jaar het wereldkampioenschap triatlon op de olympische afstand. Drie jaar later veroverde hij de wereldtitel op de duatlon op de korte afstand. In 1994 won hij de Ironman Hawaï met een tijd van 8:20.27. In 1991 en 1996 moest hij genoegen nemen net respectievelijk een tweede en derde plaats.
Aan het einde van zijn sportcarrière kreeg hij last van een hartkwaal en tussen 2001 en 2003 onderging hij negen openhartoperaties.
Via de World Triathlon Corpation, waar hij werkt, heeft hij nog steeds contact met de sport. Ook is hij trainer van de Australische triatlete Kate Major.

## Titels
- Wereldkampioen triatlon op de Ironman-afstand: 1994
- Wereldkampioen triatlon op de lange afstand: 1996
- Wereldkampioen triatlon op de olympische afstand: 1990
- Wereldkampioen duatlon op de korte afstand: 1993
- Australisch kampioen triatlon: 1992, 1993, 1999

## Onderscheidingen
- Triatleet van het Jaar: 1994
- Triathlete & Competitor magazines - Sporter van het jaar: 1994
- CalTex Gold Oscar for New South Wales - Sporter van het jaar: 1994

## Belangrijke prestaties

### Triatlon
- 1988: 18e Ironman Hawaï - 9:07.14
- 1989:  Ironman Hawaï - 8:32.16
- 1990:  WK olympische afstand in Orlando - 1:51.36
- 1990: 5e Ironman Hawaï - 8:46.07
- 1991:  Ironman Hawaï - 8:24.34
- 1992:  Escape from Alcatraz
- 1992:  Ironman Japan[1]
- 1992:  Escape from Alcatraz
- 1992: 6e Ironman Hawaï - 8:26.53
- 1993: 23e WK olympische afstand in Manchester - 1:56.28
- 1994:  Ironman Japan[1]
- 1994:  Ironman Hawaï - 8:20.27
- 1995: 4e Ironman Hawaï - 8:29.14
- 1996:  WK lange afstand in Muncie - 3:47.05
- 1996:  Ironman Hawaï - 8:18.57
- 1997: 6e WK olympische afstand in Perth - 1:49.55
- 1997:  Escape from Alcatraz
- 1999: 12e WK olympische afstand in Montréal - 1:46.13
- 1999: 11e Ironman Hawaï - 8:40.50

### Duatlon
- 1993:  WK korte afstand in Dalles - 1:28.23

1978 Gordon Haller ·
1979 Tom Warren ·
1980 Dave Scott ·
1981 John Howard ·
1982 (feb.) Scott Tinley ·
1982 (okt.) Dave Scott ·
1983 Dave Scott ·
1984 Dave Scott ·
1985 Scott Tinley ·
1986 Dave Scott ·
1987 Dave Scott ·
1988 Scott Molina ·
1989 Mark Allen ·
1990 Mark Allen ·
1991 Mark Allen ·
1992 Mark Allen ·
1993 Mark Allen ·
1994 Greg Welch ·
1995 Mark Allen ·
1996 Luc Van Lierde ·
1997 Thomas Hellriegel ·
1998 Peter Reid ·
1999 Luc Van Lierde ·
2000 Peter Reid ·
2001 Tim DeBoom ·
2002 Tim DeBoom ·
2003 Peter Reid ·
2004 Normann Stadler ·
2005 Faris Al-Sultan ·
2006 Normann Stadler ·
2007 Chris McCormack ·
2008 Craig Alexander ·
2009 Craig Alexander ·
2010 Chris McCormack ·
2011 Craig Alexander ·
2012 Sebastian Kienle ·
2013 Frederik Van Lierde ·
2014 Pete Jacobs ·
2015 Jan Frodeno ·
2016 Jan Frodeno ·
2017 Patrick Lange ·
2018 Patrick Lange ·
2019 Jan Frodeno
1989: Mark Allen ·
1990: Greg Welch ·
1991: Miles Stewart ·
1992: Simon Lessing ·
1993: Spencer Smith ·
1994: Spencer Smith ·
1995: Spencer Smith ·
1996: Spencer Smith ·
1997: Chris McCormack ·
1998: Spencer Smith ·
1999: Dmitriy Gaag ·
2000: Olivier Marceau ·
2001: Peter Robertson ·
2002: Iván Raña ·
2003: Peter Robertson ·
2004: Bevan Docherty ·
2005: Peter Robertson ·
2006: Tim Don ·
2007: Daniel Unger ·
2008: Javier Gómez ·
2009: Alistair Brownlee ·
2010: Javier Gómez ·
2011: Alistair Brownlee ·
2012: Jonathan Brownlee ·
2013: Javier Gómez ·
2014: Javier Gómez ·
2015: Javier Gómez ·
2016: Mario Mola ·
2017: Mario Mola ·
2018: Mario Mola ·
2019: Vincent Luis ·
2020: Vincent Luis ·
2021: Kristian Blummenfelt
1990: Kenny Souza ·
1991: Matt Brick ·
1992: Matt Brick ·
1993: Greg Welch ·
1994: Normann Stadler ·
1995: Oscar Galíndez ·
1996: Andrew Noble ·
1997: Jonathan Hall ·
1998: Yann Millon ·
1999: Yann Millon ·
2000: Benny Vansteelant ·
2001: Benny Vansteelant ·
2002: Tim Don ·
2003: Benny Vansteelant ·
2004: Benny Vansteelant ·
2005: Paul Amey ·
2006: Leon Griffin ·
2007: Paul Amey ·
2008: Rob Woestenborghs ·
2009: Jarrod Schoemaker ·
2010: Bart Aernouts ·
2011: Roger Roca ·
2012: Emilio Martín ·
2013: Rob Woestenborghs ·
2014: Benoît Nicolas ·
2015: Emilio Martín